# Hyolyn
Kim Hyo-jung (en hangul, 김효정; Incheon; 11 de diciembre de 1990), más conocida como Hyolyn, es una cantante, rapera y compositora surcoreana. Fue la líder, vocalista principal, segunda rapera y bailarina del grupo ya disuelto Sistar, y líder de la subunidad Sistar19.

## Biografía
Hyolyn nació el 11 de diciembre de 1990,en Incheon, Corea del Sur.
En marzo de 2011, Hyolyn fue una invitada en Strong Heart, donde reveló que ella había nacido prematuramente y había pesado 4,2 kg (alrededor de 9 libras) al nacer. Durante el embarazo de su madre, el agua había llenado el estómago de Hyolyn, que la llevó a convertirse en un nacimiento prematuro. La bilis no pudo ser pasado a través de sus intestinos, lo que eventualmente daña el hígado, causando una atresia biliar. Aunque la cirugía requerida tenía pocas posibilidades de sostenimiento de la vida, Hyolyn fue capaz de sobrevivir a la cirugía de 10 horas de largo. Un año después, sin embargo, ella fue diagnosticada con la invaginación intestinal (una condición médica en donde las partes del intestino se pliega a otra sección del intestino) y recibió la cirugía para enterectomía.

## Carrera

### Predebut
Hyolyn audicionó para JYP Entertainment dos veces, y fue finalmente aceptada en el segundo intento de colocar el 1.er lugar en la audición. Estaba programado para ser lanzado en un grupo de proyecto con la miembro de Secret, Jieun, y Bestie pero los planes salieron mal. Después de que el proyecto en JYP fracasara, Hyolyn, decidió unirse a Starship Entertainment audicionando con un cover de canción de Christina Aguilera, "Hurt 's".

### Sistar
En junio de 2010, Hyolyn hizo su debut como miembro de Sistar en KBS Music Bank con su sencillo debut, Push Push. A principios de 2011, Hyolyn y miembro del grupo Bora formado como un subgrupo Sistar19 con el sencillo "Ma Boy". Hyolyn tuvo la oportunidad de participar en el programa de variedades recién formado "Immortal Song 2" en junio. Ella ganó el primer episodio y recibió atención inmediata y el amor del público por su voz. Su recién descubierta popularidad ayudó a difundir el nombre de Sistar al público. Debido a su gran capacidad vocal y presencia en el escenario de la de otros programas de variedades y espectáculo, que ha sido etiquetado como Beyoncé y por algunos cantantes dentro del país.El 17 de octubre, ella lanzó el sencillo "Ma Boy 2", con Electroboyz.
Como un año lunar especial MBC 2012, el programa de variedades We Got Married spin-off "Pit-a-Pat Shake" se emitió su episodio piloto con parejas de ídolos virtuales que experimentan la vida a salir. El socio de Hyolyn se reveló como Super Junior 's Sungmin. En el piloto, Sungmin y Hyolyn realizaron ópera tradicional coreana. Recientemente, Hyolyn ha comenzado una carrera como actriz, protagonizando el drama de la KBS segunda temporada de Dream High, como Nana, un famoso ídolo del grupo femenino de ficción Hershe.

## En Solitario
El 26 de noviembre de 2013 Hyolyn hizo su debut como solista con su primer álbum, Love & Hate con canciones de título doble: Lonely & One Way Love. El 31 de diciembre de 2013 el vídeo musical de Hyolyn para la versión coreana de " Let It Go " para la película de animación de Disney Frozen fue revelado. Hyolyn dijo: "Estoy feliz de estar tomando parte en la toma de una película de Disney como representante de Corea, que siempre he disfrutado viendo. Me siento honrada de que voy a ser la segunda cantante de Corea para participar en una producción de Disney, después de Park Jung Hyun, quien cantó la versión coreana original de Mulan. El 22 de enero de 2014 Hyolyn lanzado un OST para el drama My Love de la Estrella llama "Goodbye". Inmediatamente después de que llegó a las tiendas, "Goodbye" hizo un todo-matar en las principales listas de música en tiempo real. La canción, una balada pop uptempo con una sencilla melodía escrita por hit productor OST Choi Jae Woo, fue revelado por primera vez durante Kim Soo Hyun y la escena del beso de Jun Ji Hyun. El 28 de marzo de 2014, Starship Entretenimient anunció en su cuenta de Twitter que Hyolyn presentaría en la pista de regreso de Mad Clown, "Without You". El video musical de "Without You" fue lanzado el 3 de abril de 2014, superando los principales bienes a tiempo las listas de música.

## Filmografía

### Aparición en programas de televisión
- 2012, 2013, 2016, 2017: Running Man - invitada, (ep. 75, 162, 307, 348-349)[2]
- 2016: King of Mask Singer - participó como "Here Comes the Spring Girl", (ep. 49-50)[3]
- 2011, 2012, 2013, 2014, 2015: Hello Counselor - invitada, (ep. 54, 82, 111, 129, 152, 182 y 230)

## Discografía

### Love & Hate (Álbum)
- Love & Hate (2013)

1. Lonely
2. One Way Love
3. Don't Love Me
4. Stalker
5. Massage
6. Closer
7. Red Lipstick
8. Falling
9. O.M.G
10. Tonight

- It's me (2016)

1. Paradise
2. Love Like This
3. One Step
4. Off
5. Slow
6. Dope

- SAY MY NAME (2020)

1. Morning Call
2. SAY MY NAME
3. DALLY
4. SEE SEA
5. BAE
6. 9LIVES

| Televisión | Televisión                   | Televisión          | Televisión            |
| Año        | Título                       | Venta               | Álbum                 |
| ---------- | ---------------------------- | ------------------- | --------------------- |
| 2012       | I Choose to Love You         | KOR (DL): 1.353.522 | Sólo                  |
| 2012       | This Person (Dazzling Red)   | KOR (DL): 594.637   | Digital Single        |
| 2013       | Hot Wings (con Dúo Dinámico) | KOR (DL): 618.093   | Números de la suerte  |
| 2013       | Crazy of You                 | KOR (DL): 984.377   | Del Maestro Sun OST   |
| 2013       | One Way Love                 | KOR (DL): 780.424   | Love & Hate           |
| 2013       | Lonely                       | KOR (DL): 367.898   | Love & Hate           |
| 2014       | Goodbye                      | KOR (DL): 864.978   | My love from the Star |
| 2014       | Let it go (versión coreana)  | KOR (DL): 288.071   | Frozen OST            |
| 2014       | Without You                  | KOR (DL): 377.260   | Ferocity              |